# 典礼色
典礼色（てんれいしょく、英語: Liturgical colours：カトリック教会において）または祭色（さいしょく：聖公会、正教会などにおいて）は、主に伝統的なキリスト教の教派において、教会暦に沿って祭服や祭具などに用いられる決まった色である。

## 西方教会

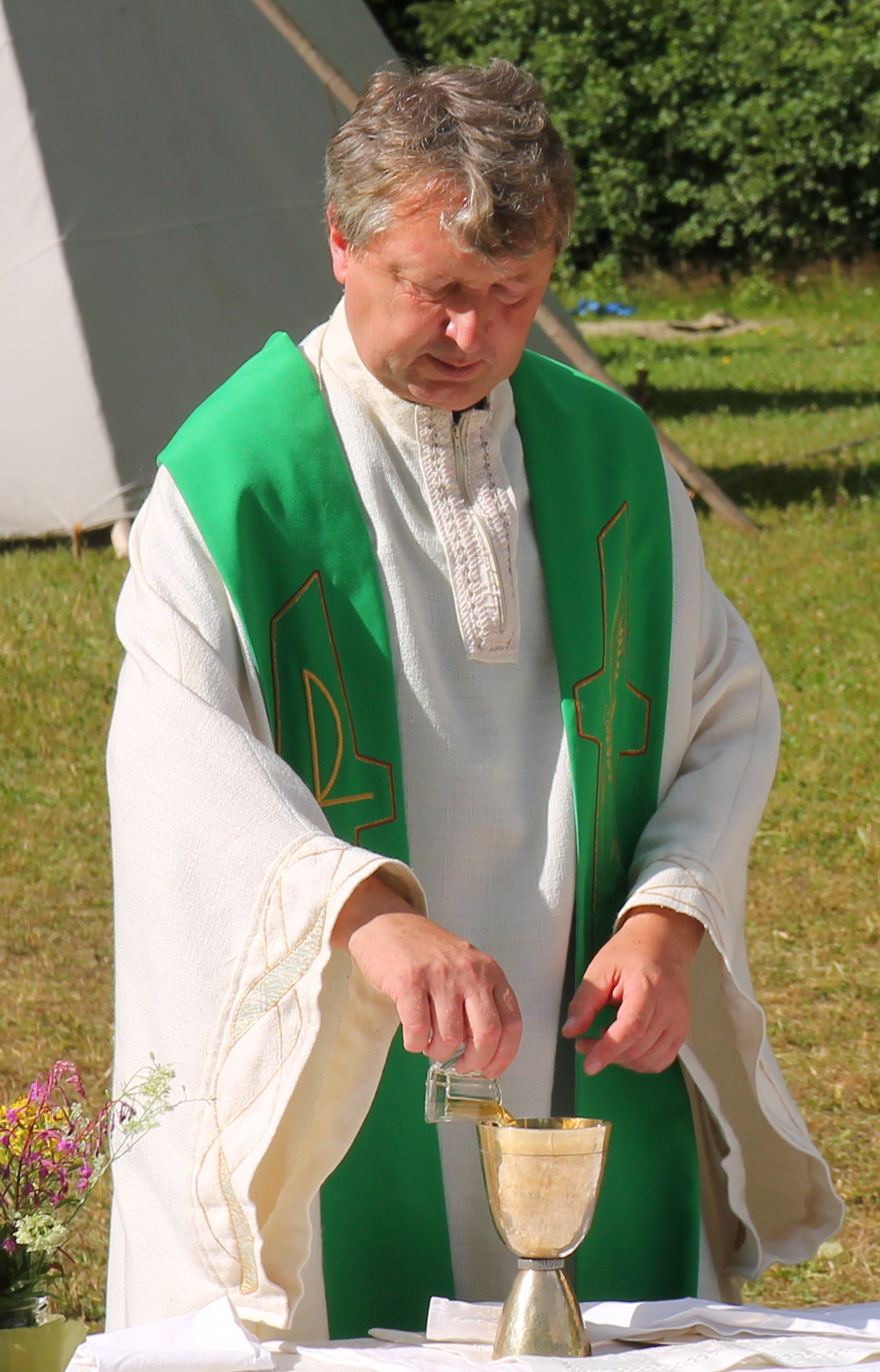
司祭がアルバの上に緑色のストラを着用した姿。

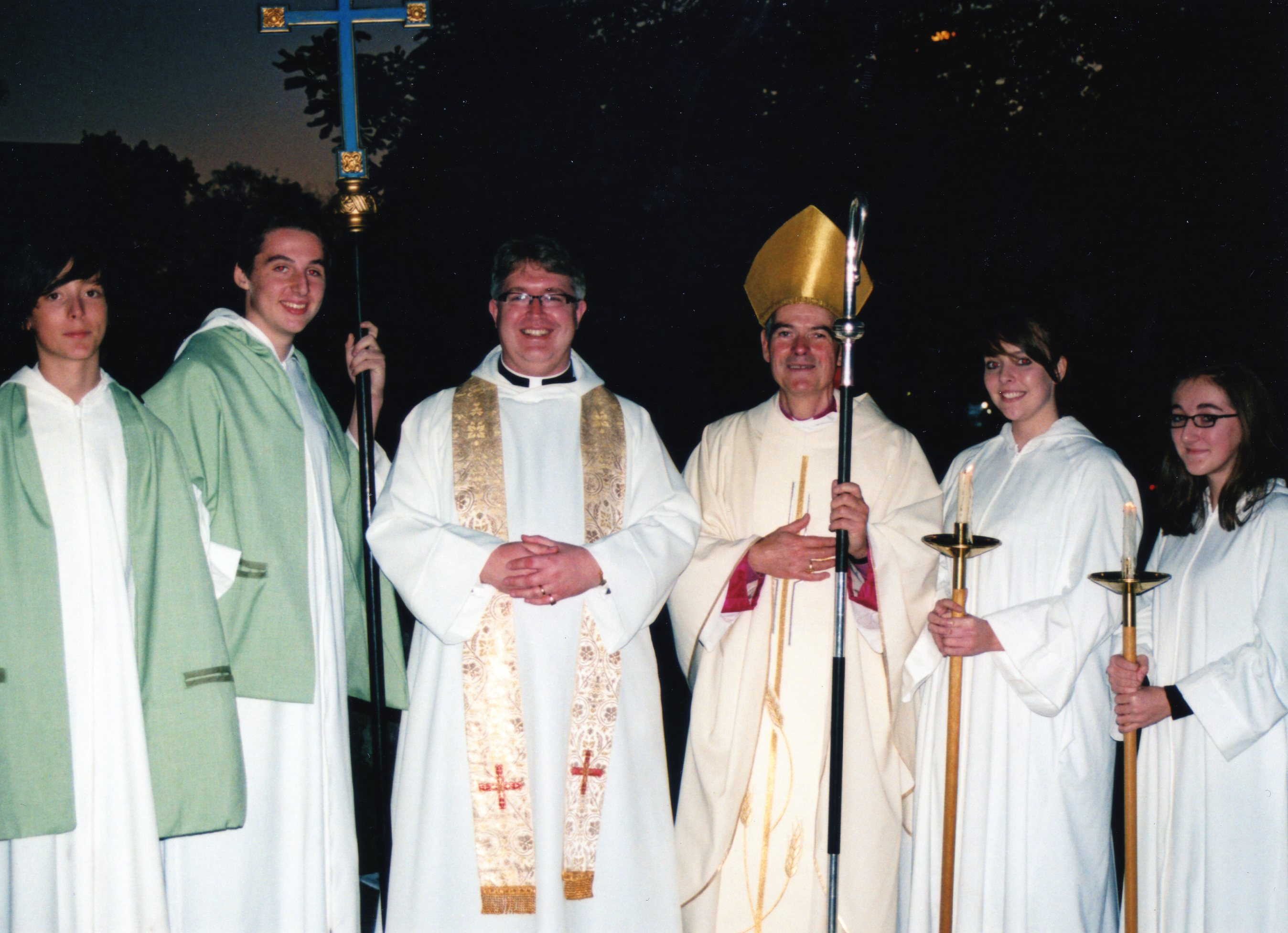
両脇の4名はアコライト（侍者）。中央左側の司祭はアルブと白（金色）のストールを着用し、中央右側の主教は白のチャジブルと金色のマイター（主教帽）を身に着け、牧杖（パストラル・スタッフ）を持っている。

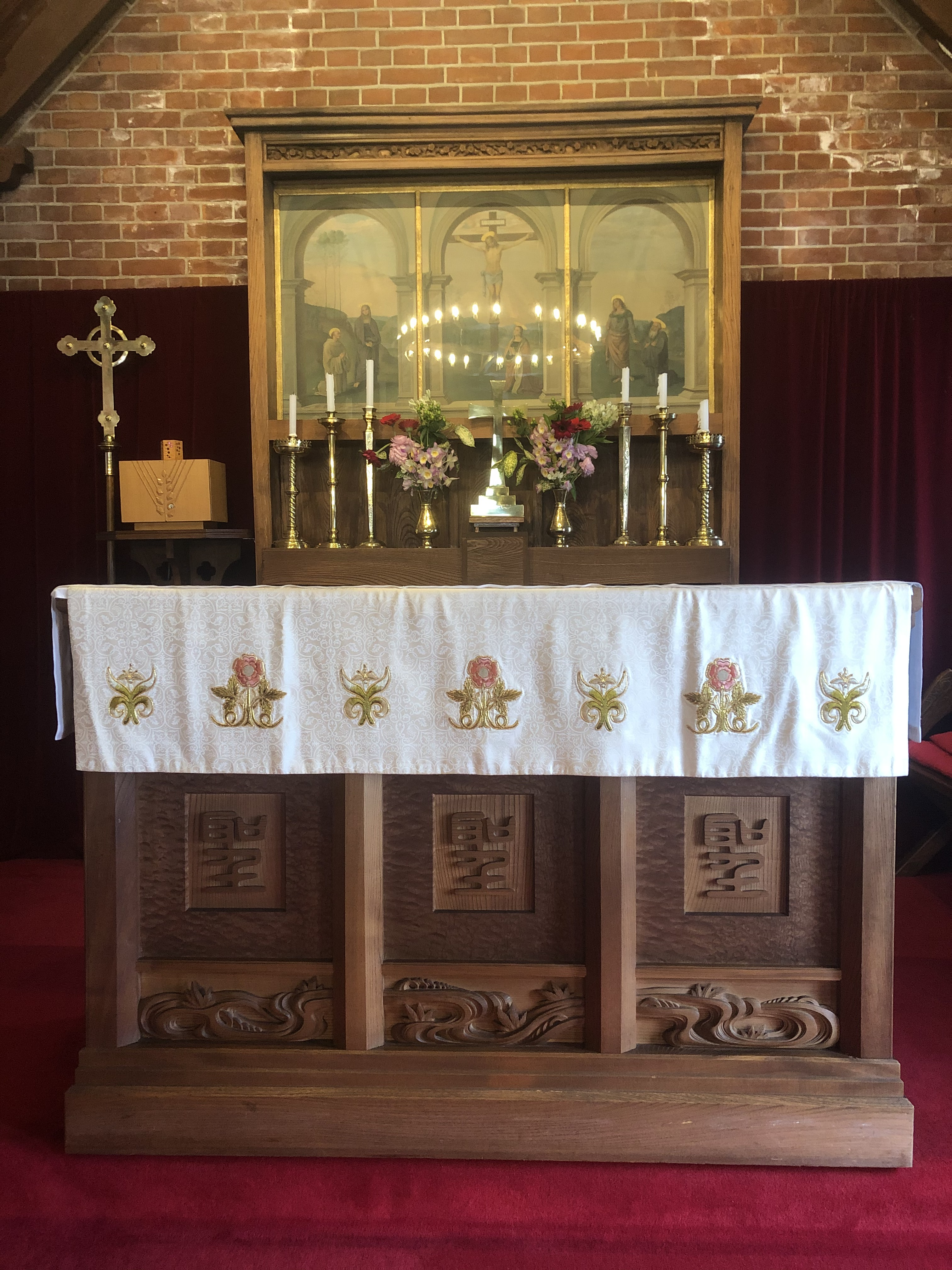
日本聖公会長野聖救主教会・祭壇。降誕節中のため、白の祭色のクロスがかかっている。

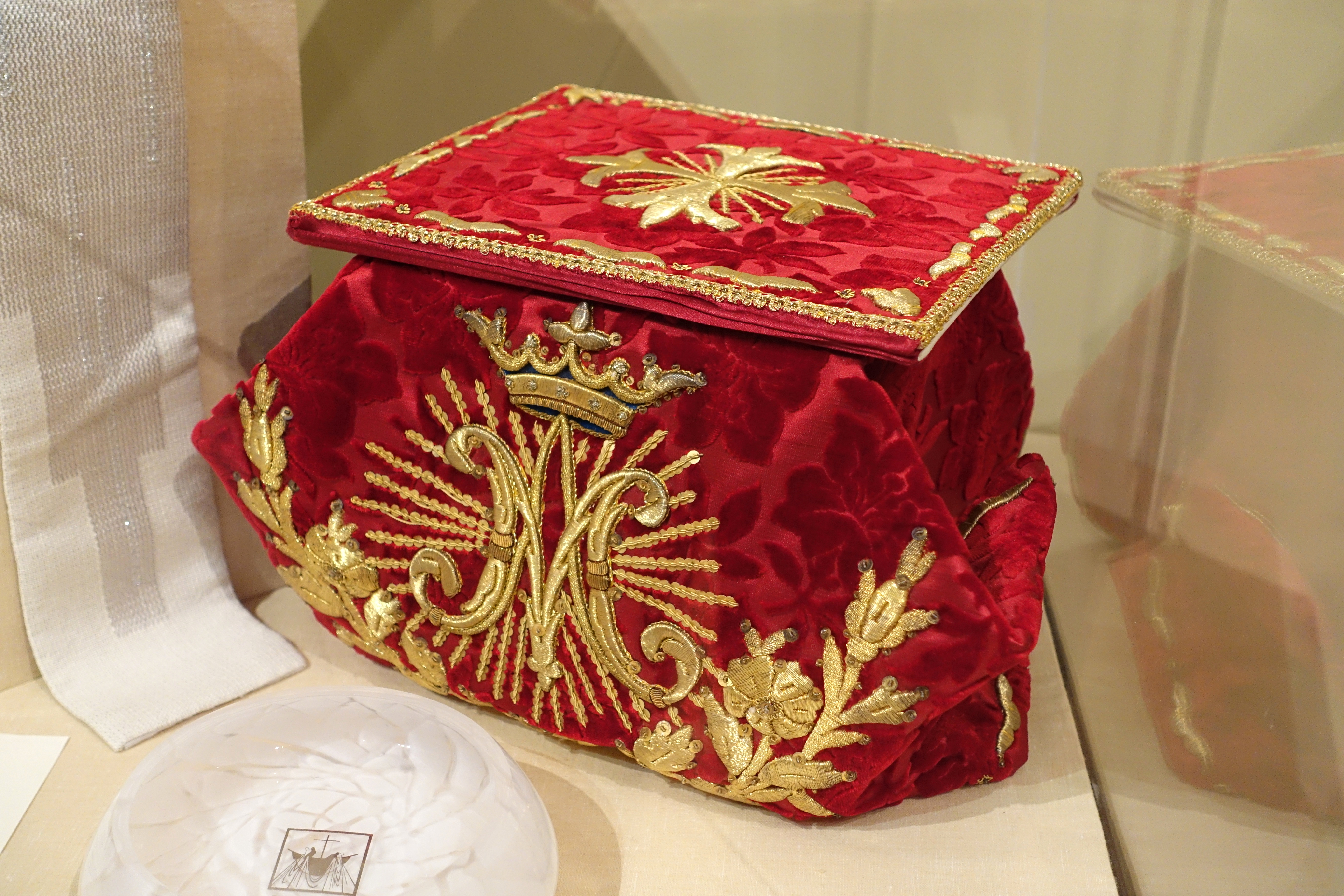
赤のチャリス・ヴェール。

ローマ・カトリック教会と聖公会、ルーテル教会の一部などでは、主に「赤」、「白」、「緑」、「紫」の4色の典礼色（祭色）が用いられる。色は季節および祝日によって変更される。これは、教会の暦である「教会暦（典礼暦）」をビジュアル的に表現するために決定された。決定された時期は文献によると1100年代となっている。
祭服においてはストラ（ストール）やカズラ（チャジブル）などに用いられる。さらに、祭壇前や説教壇前のクロス、聖杯（カリス/チャリス）を覆うヴェールなど、聖堂内で用いられる布類が同様の色合いで統一されることがある。
色についての意味と使用機会は次のようになっている。

### 主に用いられる色
赤
殉教者の血と情熱の色、また聖霊の炎の色とされる。前者の意味合いとしては、枝の主日から始まり主イエスの受難日（聖金曜日）を中心とする受難週/聖週間/聖週（但し聖木曜日は白を用いる）や、信仰ゆえに命を失った聖人（殉教者）のための祝日に着用する。聖霊の色としては、聖霊降臨祭（ペンテコステ）、堅信式、叙階式（聖職按手式）にも着用する。聖霊降臨祭（明るい赤）と聖週間（深紅）で色を区別する場合もある。
白
「純潔」、「喜び」、「栄光」などを表す色。主イエスが降誕したとされる「降誕日」（クリスマス）に始まる降誕節と、主イエスが復活したとされる「復活祭」に始まる復活節の他、聖燭祭、主の変容日など主イエスに関する祝日や、殉教者ではない聖人の祝日などに着用する。また、葬儀に着用することも勧められる。祭服においては明るい金色（シャンパンゴールド）で代用される場合が多いが、聖木曜日には金色を用いず、漂白していない白を用いることがある。
緑
「希望」、「成長」、「生命」、「発展」などを表す色。教会暦の祝日ではない年間を通して、平常時の主日や週日に広く着用される。
紫
「悔い改め」、「慎み」、「待望」、「厳粛さ」などを表す色。アドヴェント（待降節/降臨節）や、四旬節/大斎節に着用される。また、葬儀にも使用されることがある。

### 稀に用いられる色
黒
悲しみを表す色。葬儀に着用することができ、カトリック教会の現教会法では死者の日（11月2日）にのみ使用できるが、大抵は白を使用する場合が多い。灰の水曜日、聖金曜日にも用いる場合があった。聖公会においては用いられなくなった。
ばら色（ピンク）
喜びを表す色。使用日の入祭唱冒頭句、ガウデーテ（羅: Gaudete-喜べ）：待降節第3主日（喜びの主日）と、レターレ（羅: Laetare-歓喜せよ）：四旬節第4主日（バラの主日）に用いることができる。聖公会においては用いられない。
水色
英国聖公会の伝統で、降臨節（アドヴェント）に用いる場合がある。水色や青は聖母マリアの色とされ、聖母の記念の祝日にも用いられることがある。

## 東方正教会
正教会においても祭服のみならず、聖堂に使用されている布の色も祭色に統一されることがある。ただしこんにちみられるような豊富な祭色の種類は、中世以降、西方教会の影響によって採用されたものというのが定説である。それまでも祭色は正教会にもあったが、より色数が少ないものであったとされている。特に色の豊富なバリエーションはロシア正教会で整備されていった。ただし、これらの祭色は厳密に遵守されることが求められているものでは全くなく、小さな教会では予算上の問題の制約から、最も頻繁に用いる金色と、大斎に用いる紫色のみを用意しているだけのところも珍しくない。
また、西方教会とは色のパターンにおいて多くが異なる。以下に基本的なものを挙げるが、ロシア正教会ではさらに生神女の祭日に関する色に明青色と暗青色を使い分けたり、黒色を使うなど、ギリシャ系正教会に比べてバリエーションが豊かに存在する。また、地域によって使う色の慣習が異なる場合もある、以下に挙げる色はあくまで一例である。
白銀色
復活大祭、昇天祭、顕栄祭、神現祭、埋葬式に用いられる。
金色・黄色
イイスス・ハリストス、預言者、使徒、成聖者に関わる祭日に用いる。全ての祭日に用いることができ、各種の祭日色に合わせた布類・祭服が揃っていない場合、金色を以て代えることが多い。
明青色
生神女に関する祭日に用いる。生神女の純粋性を表す。
赤色
十字架に関連する祭、致命者の記憶日、復活大祭の祭期に用いる。
緑色
五旬祭（聖神降臨祭）、聖枝祭に用いる。
紫色
大斎（おおものいみ）、特に大斎の主日に用いる。
黒色
ロシア系の正教会での習慣。大斎平日に用いられる。ただし大斎の平日にも紫色を使うこともある。埋葬式にも用いられることがあるが、埋葬式には白色が用いられることが一般的。

## 参考書籍
- 竹内謙太郎『教会に聞く―日本聖公会の教会問答を読み解く』はるかぜ書房・みつば舎、2018年。ISBN 978-4-9908508-3-8。
- 八木谷涼子『なんでもわかるキリスト教大事典』朝日新聞出版、2012年。ISBN 978-4-02-261721-7。